# Мераб Гігаурі
Мераб Гігаурі (груз. მერაბ გიგაური; нар. 5 січня 1993, Тбілісі) — грузинський футболіст, півзахисник клубу «Торпедо» (Кутаїсі) та національної збірної Грузії.
Виступав також за клуби «Торпедо» (Кутаїсі), «Торпедо» (Кутаїсі) та «Габала».
Володар Кубка Грузії.

## Клубна кар'єра
У дорослому футболі дебютував 2010 року виступами за команду «Торпедо» (Кутаїсі), в якій провів один сезон, взявши участь у 20 матчах чемпіонату. 
Протягом 2011—2012 років захищав кольори клубу «Ягеллонія».
Своєю грою за останню команду знову привернув увагу представників тренерського штабу клубу «Торпедо» (Кутаїсі), до складу якого повернувся 2012 року. Цього разу відіграв за кутаїських торпедівців наступні два сезони своєї ігрової кар'єри. Більшість часу, проведеного у складі кутаїського «Торпедо», був основним гравцем команди.
Згодом з 2014 по 2017 рік грав у складі команд «Металург» (Руставі), «Цхінвалі», «Колхеті» (Поті), «Цхінвалі», «Колхеті» (Поті) та «Руставі».
У 2017 році повернувся до клубу «Торпедо» (Кутаїсі). Цього разу провів у складі його команди два сезони. Граючи у складі кутаїського «Торпедо» також здебільшого виходив на поле в основному складі команди.
З 2019 року два сезони захищав кольори клубу «Габала». 
Протягом 2021—2022 років захищав кольори клубу «Кешла».
До складу клубу «Торпедо» (Кутаїсі) приєднався 2022 року. Станом на 12 листопада 2024 року відіграв за кутаїських торпедівців 52 матчі в національному чемпіонаті.

## Виступи за збірні
У 2010 році дебютував у складі юнацької збірної Грузії (U-17), загалом на юнацькому рівні взяв участь у 7 іграх.
З 2013 року залучався до складу молодіжної збірної Грузії. На молодіжному рівні зіграв в одному офіційному матчі.
У 2013 році дебютував в офіційних матчах у складі національної збірної Грузії.

## Титули і досягнення
- Володар Кубка Грузії (1):

«Торпедо» (Кутаїсі): 2018
- Суперкубок Грузії (1):

Торпедо (Кутаїсі): 2024